# Vincent McEveety
Vincent Michael McEveety (n. 10 august 1929, Los Angeles, California, SUA – d. 19 mai 2018, Los Angeles, California, SUA) a fost un regizor și producător american de film și televiziune.

## Cariera
Vince McEveety a regizat episoade a numeroase seriale de televiziune laureate cu Premiul Emmy, inclusiv The Untouchables, Gunsmoke, Star Trek (șase episoade difuzate în perioada 1966-1968: „Miri”, „Dagger of the Mind”, „Balance of Terror”, „Patterns of Force”, „The Omega Glory” și „Spectre of the Gun”), Magnum, P.I., How the West Was Won, The Man from U.N.C.L.E., Stranger at My Door,  Murder, She Wrote și Diagnosis: Murder, cu Dick Van Dyke.
În 1991 McEveety a regizat episodul premiat „Sweet, Sweet Blues” al serialului de televiziune NBC In the Heat of the Night, în care au apărut muzicianul Bobby Short și actorul veteran James Best. În acel an Heat a câștigat primul premiu NAACP Image pentru cel mai bun serial dramatic, iar James Best a câștigat premiul Cystal Reel pentru cel mai bun actor.
Începând din 1994 și până în 1997 McEveety a produs serialul de televiziune Columbo, cu Peter Falk în rolul principal, și a regizat, de asemenea, șapte episoade ale serialului între 1990 și 1997. În episodul „Undercover” (pe care l-a regizat) i s-a adus un omagiu pentru contribuția sa la realizarea serialului prin menționarea cu umor a unui personaj care are numele său de familie.
McEveety a regizat numeroase filme pentru studioul Walt Disney Pictures, inclusiv The Million Dollar Duck, The Biscuit Eater, Superdad, The Strongest Man in the World, The Apple Dumpling Gang Rides Again, Herbie Goes to Monte Carlo și Herbie Goes Bananas. McEveety a regizat, de asemenea, părți din filmul The Watcher in the Woods.
Filmul Firecreek (1968), cu Jimmy Stewart, Henry Fonda și Inger Stevens, atinge chestiuni ignorate anterior în acest gen și a influențat o generație de cineaști. McEveety a revenit la genul western cu The Castaway Cowboy (1974), cu James Garner și Vera Miles în rolurile principale.

## Filmografie (selecție)

### Filme de cinema
| An   | Titlu                                                   | Observații |
| ---- | ------------------------------------------------------- | ---------- |
| 1968 | Firecreek                                               |            |
| 1971 | The Million Dollar Duck                                 |            |
| 1972 | The Biscuit Eater                                       |            |
| 1973 | Charley and the Angel                                   |            |
| 1973 | Superdad                                                |            |
| 1974 | Wonder Woman                                            | film TV    |
| 1974 | The Castaway Cowboy                                     |            |
| 1975 | The Strongest Man in the World                          |            |
| 1976 | Treasure of Matecumbe                                   |            |
| 1976 | Gus                                                     |            |
| 1977 | The Ghost of Cypress Swamp                              | film TV    |
| 1977 | Herbie Goes to Monte Carlo                              |            |
| 1979 | The Apple Dumpling Gang Rides Again                     |            |
| 1980 | Herbie Goes Bananas                                     |            |
| 1981 | Amy                                                     |            |
| 1986 | Ask Max                                                 | film TV    |
| 1987 | Gunsmoke: Return to Dodge                               | film TV    |
| 1991 | Stranger at My Door                                     | film TV    |
| 1995 | A Perry Mason Mystery: The Case of the Jealous Jokester | film TV    |

### Seriale de televiziune
- Star Trek: Seria originală - Miri (1966)
- Star Trek: Seria originală - Dagger of the Mind (1966)
- Star Trek: Seria originală - Balance of Terror (1966)
- Star Trek: Seria originală - Patterns of Force (1968)
- Star Trek: Seria originală - The Omega Glory (1968)
- Star Trek: Seria originală - Spectre of the Gun (1968)

## Legături externe
- Vincent McEveety la Internet Movie Database
- Vincent McEveety la TCM Movie Database
- Vincent McEveety la Allmovie